# Айвар
А́йвар (макед. ајвар, серб. ајвар / ajvar от тур. havyar — «икра») — блюдо балканской кухни, овощная икра, пастообразная масса из печёного красного болгарского перца. Употребляется как приправа к гарнирам и мясным блюдам, а также как самостоятельное блюдо с хлебом.
В зависимости от количества капсаицина в перце айвар может быть довольно жгучим. К перцу часто добавляют чеснок, лук и баклажаны. Икра из одних баклажанов называется пинджур.

## Приготовление
Болгарский перец, преимущественно красный, подпекают в духовке до обугливания жесткой пленки и образования черных подпалин. Запечь перец можно в печи, на мангале, на газовой горелке на открытом огне. В Болгарии для этого изобрели специальное приспособление — чушкопек. Затем плоды перекладывают в кастрюлю, накрывают крышкой и оставляют остывать. После чего очищают плоды от шкурки, плодоножек и семян. Очищенные плоды измельчают в мясорубке или блендером. Полученную массу отправляют на огонь выпаривать влагу. Добавляют растительное масло, соль, по желанию специи, измельчённый чеснок. По достижении необходимой консистенции, не допуская пригорания, раскладывают по банкам, с добавлением небольшого количества уксуса (по желанию).